# Eugène Darcy
Eugène Darcy (1868-1928) foi um capitão e escritor francês do início do século XX. Ele era conhecido por seu serviço durante a Rebelião dos Boxers, contando suas experiências sobre a guerra em suas obras com uma delas concedendo-lhe o Prêmio Montyon.

## Início da carreira militar
Eugène nasceu em 10 de janeiro de 1868 em Constantine, Argélia, filho do pensionista André Louis Damascène e de Marie-Hippolyte (nascida Jarillot) Darcy. Matriculou-se na École Navale em 1885. Ele se formou na academia em 5 de outubro de 1888 e foi nomeado aspirante. Ele foi então promovido a alferes e designado para o porto de Brest, Finistère em 23 de julho de 1891, e foi nomeado assistente do Capitão do 2º depósito de tripulações da frota dentro do porto. Em 1 de janeiro de 1894, ele se tornou parte da tripulação do Le Terrible sob o comando do capitão Gustave Ferrat. Darcy então decidiu continuar a educação militar participando do Batalhão de Aprendizes-Fuzileiros de Lorient em 1º de janeiro de 1896, e tornou-se um fuzileiro licenciado no final do ano. Em 1 de janeiro de 1897 foi designado Tenente do 1º Batalhão de Fuzileiros Aprendizes. Ele foi então promovido a tenente em 20 de abril de 1898 enquanto estava em Toulon, e tornou-se um oficial de torpedo patenteado.

## Rebelião dos boxeadores
Ele permaneceu em Toulon durante 1899, mas no ano seguinte fez parte da equipe a bordo do D'Entrecasteaux sob o comando de Louis de Marolles. Alguns meses depois, porém, Darcy foi nomeado para liderar um esquadrão de 78 marinheiros do cruzador para defender a legação francesa em Pequim após a eclosão da Rebelião dos Boxers. Durante o Cerco das Legações Internacionais, ele testemunhou as mortes do subtenente Henry e do aspirante Herbert e contou suas mortes no romance La défense de la légation de France à Pékin. Outro evento que ocorreu durante o cerco foi que o hoteleiro suíço Auguste Chamot e sua esposa pediram pessoalmente a Darcy que fornecesse uma escolta armada até a estação Ma Jia Pu em 11 de junho junto com as forças italianas e japonesas. Por seu serviço durante o cerco, ele foi premiado com o Cavaleiro da Legião de Honra em 5 de outubro de 1900, antes de ser premiado com a classe de oficial dois meses depois.

## Carreira sênior
Depois de retornar da China, foi nomeado secretário do prefeito marítimo de Lorient em 24 de janeiro de 1901 e comandante da Companhia de guardas-consignados em 1 de janeiro de 1902. De 4 de outubro de 1902 a 1904, ele comandou o Rapière e o Épée em 1 de março de 1905. Na mesma época, Darcy recebeu o Prêmio Montyon por seu trabalho intitulado Les derniers jours de Pékin. Darcy foi então promovido a Capitaine de frégate em 2 de agosto de 1906, enquanto comandava o Saint Louis sob o comando do contra-almirante Jules Le Pord. Ele então comandou a Justice, mas foi nomeado comandante do 1º Prefeito Marítimo do Estado-Maior de Toulon em 1909.
Em 1 de janeiro de 1910, ele foi nomeado comandante do Serviço Central de Torpedeiros do 5º Prefeito Marítimo de Toulon e Chefe do Estado-Maior do 1º Prefeito Marítimo de Toulon em 11 de outubro de 1911. Darcy foi promovido a Capitaine de vaisseau em 7 de agosto de 1913. Seu último comando dado seria o do 2º Grupo de Reserva Especial composto pelo "Brennus" e "Amiral-Trehouart" em 19 de setembro de 1913, antes de ser transferido de volta para Toulon em 1º de janeiro de 1915, e se aposentaria no final do ano devido a sua idade.